# Kanton La Ferté-Saint-Aubin
Kanton La Ferté-Saint-Aubin (francouzsky Canton de La Ferté-Saint-Aubin) je francouzský kanton v departementu Loiret v regionu Centre-Val de Loire. Tvoří ho šest obcí.

## Obce kantonu
- Ardon
- La Ferté-Saint-Aubin
- Ligny-le-Ribault
- Marcilly-en-Villette
- Ménestreau-en-Villette
- Sennely